# Кемал Османкович
Кемал Османкович (босн. Kemal Osmanković; нар. 4 березня 1997) — боснійський футболіст, центральний захисник сараєвського «Желєзнічара».

## Клубна кар'єра
Вихованець молодіжної академії «Желєзнічара», в якій займався до 2015 року. У першій команді «залізничників» дебютував 6 грудня 2015 року в переможному (3:0) домашньому поєдинку 18-го туру боснійської Прем'єр-ліги проти «Вітеза». Кемал вийшов на поле на 83-й хвилині, замінивши Ениса Садиковича. Дебютним голом у складі сараєвського клубу відзначився 29 липня 2017 року на 84-й хвилині програного (1:2) виїзного поєдинку 2-го туру боснійської Прем'єр-ліги проти «Младості». Османкович вийшов у стартовому складі та відіграв увесь матч, а на 90-й хвилині отримав жовту картку. На даний час у боснійському чемпіонаті зіграв 11 матчів та відзначився 1 голом.

## Кар'єра в збірній
З 2013 по 2014 рік залучався до юнацької збірної Боснії і Герцеговини U-17. Дебютував за цю команду 8 жовтня 2013 року в програному (0:2) виїзному поєдинку одноліткам з Португалії. Кемал вийшов на поле в стартовому складі, а на 72-й хвилині його замінив Ельмедин Герич. У складі збірної U-17 зіграв 4 матчі.
З 2015 року виступав за юнацьку збірну Боснії і Герцеговини U-19. В її складі дебютував 10 листопада 2015 року в переможному (2:1) виїзному поєдинку проти однолітків із Туреччини. Османкович вийшов на поле в стартовому складі та відіграв увесь матч. У складі збірної U-19 зіграв 4 матчі. 

## Досягнення
- Прем'єр-ліга (Боснія і Герцеговина)
  -  Срібний призер (3): 2014/15, 2016/17, 2017/18
- Кубок Боснії і Герцеговини
  -  Володар (1): 2017/18